# Música en cuatro tiempos
Música en cuatro tiempos is een compositie van Leonardo Balada. Het staat te boek als Balada’s eerste werk.
Balada schreef bij de uitgave van Naxos dat hij ze schreef terwijl hij nog onderricht kreeg. De plaats van handeling was de Juilliard School of Music, alwaar het toen "bijna verplicht" was stukken te schrijven in de twaalftoonstechiek. Balada wilde daaraan niet voldoen. Hij schreef vier stukken in vier verschillende tempi in een romantische stijl, waarbij hij volksmuziek uit zijn geboortestreek voegde.
De vier delen zijn:
- Lento (nostalgische melodielijn met harmonische achtergrond)
- Energico (tempoverschuivingen en harmonieën van modernere aard)
- Scherzando (ritmeverschuivingen; Balada verwees naar de muziek van Béla Bartók)
- Tiempos variados (wals met clusterakkoorden).

Het stuk kreeg in 1960 zijn première aan het Juilliard met pianist Jonathan Zak, ook student aan Juilliard. 